# Unión de Centro Democrático de Almería
La Unión de Centro Democrático de Almería (UCD de Almería) fue la delegación provincial almeriense de la Unión de Centro Democrático y fue fundado en 1977 con el nacimiento de Unión de Centro Democrático. Su último presidente fue Fausto Romero-Miura y su sede central estuvo en Almería. Su organización juvenil fueron las Juventudes Centristas de Almería (JJCC).

## Historia
Fue fundado en 1977, con el nacimiento de Unión de Centro Democrático. Mientras que el PSOE o el PCE en aquellos momentos contaba con una amplia red de comités locales, salvo en zonas rurales, UCD o Coalición Democrática necesitaron algo más de tiempo y una movilización de sus bases para afrontar con una cierta garantía de éxito los comicios locales.
En Almería, había miembros de los partidos que integrarían UCD, pero no existía ningún tipo de organización formada en torno al partido centrista. Destacaba Juan Antonio Gómez Angulo, procedente del Partido Demócrata Cristiano de Fernando Álvarez de Miranda; Francisco Soler Valero, proveniente del Partido Socialdemócrata de Fernández Ordóñez; liberales como el empresario José Fernández Alemán y José Bernal Pérez, que militaba en el Partido Demócrata Andaluz, de la Federación de Partidos Demócratas y Liberales de Joaquín Garrigues Walker; democristianos como Jesús Durbán Remón y Manuel de Oña Iribarne; y por último miembros del Partido Popular de Pío Cabanillas como José Fernández Revuelta, José Terriza Bordiú y Emilio Contreras Ortega. La integración y colaboración de estos miembros dio lugar a una organización provincial centrista de gran éxito electoral, favorecida por la sociología almeriense del momento.
En las elecciones generales de 1977, UCD logró un sonado triunfo en la provincia, con 92.019 votos, un 49,79 % del total de votantes, a mucha distancia del segundo partido con más votos, el PSOE, con un 27,44 % de los votos. Con estos resultados, UCD de Almería obtuvo tres de los cinco parlamentarios en la Cámara Baja, y tres de los cuatro en el Senado. Tras estas elecciones, se hizo evidente que era necesaria una mayor organización de la estructura política, para poder afrontar la gobernanza de sus cometidos de manera correcta, y dicha tarea fue encomendada por los centristas almerienses a Ramón Ponce García, empresario del sector del metal, experimentado en el sindicalismo vertical. Ramón Ponce ocupó la secretaría provisional, y empezó a recorrer municipios de la provincia y a consolidar la estructura de la UCD almeriense a nivel municipal. Como resultado de este arduo trabajo, en diciembre de 1977 se conformó un Comité Provincial Provisional, con la misión de organizar la I Asamblea Provincial, compuesto por:
| Cargo                                | Titular                                                                           |
| ------------------------------------ | --------------------------------------------------------------------------------- |
| Presidente                           | Juan Antonio Gómez Angulo                                                         |
| Vicepresidente                       | Manuel de Oña Iribarne                                                            |
| Secretario General                   | Ramón Ponce García                                                                |
| Secretario de Información            | Francisco García Molina                                                           |
| Secretario de Organización           | Juan Manuel Pérez Company                                                         |
| Secretario de Recursos Económicos    | Felipe Iracheta Peláez                                                            |
| Secretario de Programación           | Javier Pipó Jaldó                                                                 |
| Secretario de Organizaciones Cívicas | José Fernández de Aguilar                                                         |
| Secretario de Cultura                | Gonzalo Hernández Guarch                                                          |
| Parlamentarios                       | Jesús Durbán Remón Francisco Soler Valero José Bernal Pérez José Fernández Alemán |
| Secretario de Almería capital        | Alfonso Soler Turmo                                                               |

En la UCD de Almería también se manifestó claramente desde el principio la voluntad de unificar el partido, y consagrarlo como partido único, con la correspondiente disolución de las organizaciones políticas que habían conformado la coalición centrista. En diciembre de 1977 prosiguieron las tareas de expansión de la organización provincial centrista, organizando unas jornadas de trabajo en ese mes, donde se pudieran canalizar las demandas ciudadanas de los distintos municipios de la provincia. En ese mes, Adolfo Suárez visitó la provincia y a la organización provincial, programándose numerosos actos, cenas y reuniones de trabajo durante los dos días que estuvo. El trabajo de UCD de Almería dio sus frutos: Adolfo Suárez, en un acto en Madrid con todo el Gobierno, afirmó que el modelo de partido que quería para toda España era el implantado en Almería. Se potenciaron notoriamente a las Juventudes Centristas, con numerosos actos en 1978. La representación de Almería en el I Congreso Nacional de UCD, celebrado en agosto de 1978, sólo era superada por provincias correspondientes a circunscripciones notablemente más pobladas, como Barcelona o Madrid. No obstante, una gran cuota de poder en la organización provincial, y a niveles institucionales y administrativos, correspondía al gobernador civil de Almería de aquel tiempo, José María Bances Álvarez.
En agosto de 1978 tuvo lugar la I Asamblea Provincial de la UCD de Almería, donde quedó elegido el nuevo Comité Ejecutivo Provincial, compuesto por la única candidatura presentada, encabezada por Ramón Ponce como secretario provincial y establecida así:
| Cargo                                | Titular |
| ------------------------------------ | --- |
| Presidente                           | Juan Antonio Gómez Angulo |
| Vicepresidente                       | Francisco Soler Valero |
| Secretario General                   | Ramón Ponce García |
| Secretario de Información            | Francisco García Molina |
| Secretario de Organización           | Juan Manuel Pérez Company |
| Secretario de Recursos Económicos    | Felipe Iracheta Peláez |
| Secretario de Programación           | Salvador Torres Vila |
| Secretario de Organizaciones Cívicas | Alfonso Soler Turmo |
| Secretario de Cultura                | Francisco López Almécija |
| Parlamentarios                       | Jesús Durbán Remón José Bernal Pérez José Fernández Alemán |
| Vocales                              | Antonio Jesús Fernández Gabriel Cuenca Lorca Gonzalo Hernández Guarch Carlos Cremades Pérez José Antonio García Acién José Fernández de Aguilar Torres Jorge Molina Sanz José Miras Carrasco |

Pese a la gran organización mostrada en la Asamblea, empezaron a aparecer fisuras internas. Empezaron a distinguirse dos grupos: uno encabezado por Francisco Soler Valero y Juan Antonio Gómez Angulo, defensores de una concepción centralista del partido, con un fuerte control de la dirección nacional en Madrid; y otro encabezado por Ramón Ponce, más en la línea de una implantación fuerte a nivel provincial y con mayor poder de decisión de las bases. Tampoco ayudó a esta situación el recelo que causaba Ponce en numerosos cuadros del partido, por el enorme control e influencia que ejercía en las agrupaciones de la provincia.
Pese a los problemas internos y a los enfrentamientos que empezaban a aflorar, los resultados de UCD en las elecciones generales de 1979 fueron bastante exitosos: con un 44,29 % de los votos, logró retener tres diputados de los cinco de la circunscripción, y tres senadores de los cuatro, con un ligero descenso de 11.000 votos. En las elecciones municipales de 1979, UCD de Almería nombró como candidato a la alcaldía de Almería a Fausto Romero-Miura Giménez. En la capital, UCD obtuvo finalmente 11 concejales de 27, con 18.136 votos y un 37,02 % de los sufragios, ganando las elecciones, pero sin ostentar mayoría absoluta. Un pacto entre PCE, PSA y PSOE deshizo cualquier opción de Fausto Romero-Miura de optar a la alcaldía y situó en el sillón de la alcaldía al socialista Santiago Martínez Cabrejas. En la provincia, UCD obtuvo 67,742 votos, el 41,80 % de los votos, y 491 concejales de los 965 que tenía la provincia de Almería. Con estos resultados obtuvo en la Diputación Provincial de Almería 15 diputados provinciales de los 25 totales, logrando mayoría absoluta y nombrando Presidente de la Corporación Provincial a José Fernández Revuelta.

### Postura ante el proceso autonómico andaluz
El proceso autonómico de Andalucía fue un tanto complejo para la UCD, que reaccionó ante él con confusión y poca claridad de ideas. Sin embargo, en Almería, la UCD tuvo una postura aún más compleja, dado que tuvo que combinar la defensa de la línea oficial de su partido, con las distintas concepciones de la autonomía existentes, casi parejas a cada familia de UCD.
Se defendieron multitud de posiciones a nivel nacional, regional y provincial, lo que restó crédito a la organización y le supuso un coste electoral que en cuestión de años acabaría por terminar con la propia UCD, sumida previamente en crisis internas y luchas de familias.
A grandes rasgos, la organización provincial transigió con el proceso autonómico andaluz, pero defendiendo una gran descentralización provincial (de manera que las provincias también asumieran protagonismo, y pudieran ejercer mayores competencias administrativas). 
Lo que la organización provincial tuvo claro, desde el principio, que había que evitar era con el establecimiento de un futurible centralismo administrativo en la construcción de la nueva autonomía andaluza, que se percibía que principalmente podría recaer sobre la ciudad de Sevilla (aunque mostrando ciertas reticencias también hacia Granada), defendiendo toda clase de medidas que finalmente no llegaron a ver la luz. También hubo miembros del partido y determinados sectores contrarios al establecimiento de nuevas comunidades autónomas, y que preferían simplemente regiones administrativas, o gobiernos provinciales más fuertes y mancomunados para la gestión de determinados servicios. Ello, combinado con pedir la abstención en unos casos o el voto en blanco en otros para el Referéndum de autonomía, en correspondencia con la línea oficial de UCD, generó falta de claridad, fuerte confusión y controversia, y un desgaste que a la larga pasaría factura al partido a nivel nacional, blanco de los ataques por parte de los partidos regionales y nacionales de izquierda.
Así mismo, en la UCD de Granada y la UCD de Almería, también existió una tercera vía promovida por sus dirigentes más importantes: la de una organización regional que reflejase la existencia de dos Andalucías, la Occidental y la Oriental, la Baja y la Alta, como históricamente (en el Antiguo Régimen, en los proyectos decimonónicos de división regional de Patricio de la Escosura o de Segismundo Moret, en la Constitución de la Primera República) y administrativamente (desde los puntos de vista militar, judicial, universitario o eclesiástico) se había venido reconociendo. En la UCD de Jaén, algunos miembros destacados también se decantaron por apoyar esta propuesta, como Fernando Arenas del Buey, senador de UCD por Jaén entre 1979 y 1982, quien en una entrevista en 2011 afirmó estar durante el proceso autonómico en la línea ideológica de batallar por las dos Andalucías junto a Antonio Jiménez Blanco y Antonio José Iglesias Casado.
Sin embargo, esta propuesta gozó de matices notoriamente distintos y más variados en la provincia de Almería. Almería, por su encaje geográfico, era percibida por numerosos políticos centristas almerienses como parte de un eje cultural y económico más levantino que propiamente andaluz (quedaba, por ejemplo, con las carreteras del momento, a menos distancia Valencia que Sevilla de la capital provincial). De este modo, se defendieron multitud de encajes distintos a la propuesta autonómica andaluza oficial, que pasaban desde la integración de la provincia en una Andalucía Oriental o una unión con Granada y Málaga a una unión con Murcia, Melilla o un proyecto más global de "Sureste Peninsular" con Alicante, Albacete y Murcia. También fue defendida la posibilidad del establecimiento de una región uniprovincial almeriense. Incluso algunos parlamentarios murcianos, como Ricardo de la Cierva, veían con interés una vinculación autonómica con Almería. Que estos planteamientos no era anecdóticos sino que estaban muy extendido en la UCD de Almería lo prueba la abierta defensa de los mismos por personalidades como Juan Antonio Gómez Angulo, diputado centrista por Almería y presidente provincial del partido; Jesús Durbán Remón, senador centrista, presidente de la Diputación de Almería y fautor de la promoción económica y bancaria de la provincia de Almería; Francisco Soler Valero, diputado centrista y vicepresidente provincial de la UCD de Almería; y Fausto Romero-Miura, candidato centrista a la alcaldía de Almería, último presidente provincial de la UCD de Almería y vicepresidente de la primera Diputación democrática. 
El modelo autonómico de la Andalucía de ocho provincias empezó a ser replanteado por Jesús Durbán Remón que, ejemplificando los planteamientos expresados en el párrafo anterior, afirmó:

No alcanzo a comprender las ventajas que, concretamente para Almería, pueda tener el trasvasar hacia Sevilla parte de las facultades de la Administración Central y mucho menos aún la de trasvasar funciones de la Diputaciones provinciales, que ya las tienen tan mermadas, hacia la misma Administración central... Creo que con descentralizar gran parte de las funciones del Estado en los órganos provinciales sería suficiente, de momento, y para esto no hace falta referéndum, ni consentimiento delos parlamentarios, ni siquiera decretos leyes, basta simplemente con querer descentralizar... Cuando existan problemas concretos que no puedan realizarse, no existe obstáculo alguno que impida, mediante la constitución de la correspondiente Mancomunidad de las Diputaciones, resolverlos si así lo desean y les conviene... He creído que era un deber informar al electorado para que tome conciencia sobre el tema, para que, una vez que sea aprobada la Constitución, pueda decidir definitivamente con pleno conocimiento de causa y libremente, si nos conviene o no la autonomía, o bien nos conviene una autonomía referida exclusivamente a nuestra provincia, o una autonomía referida exclusivamente a las provincias que componen Andalucía Oriental o también otra en la que entrasen únicamente Granada, Málaga y Almería, o incluso también la provincia de Murcia y nuestra entrañable Melilla.
Entrevista concedida a Ideal el 11 de enero de 1978.

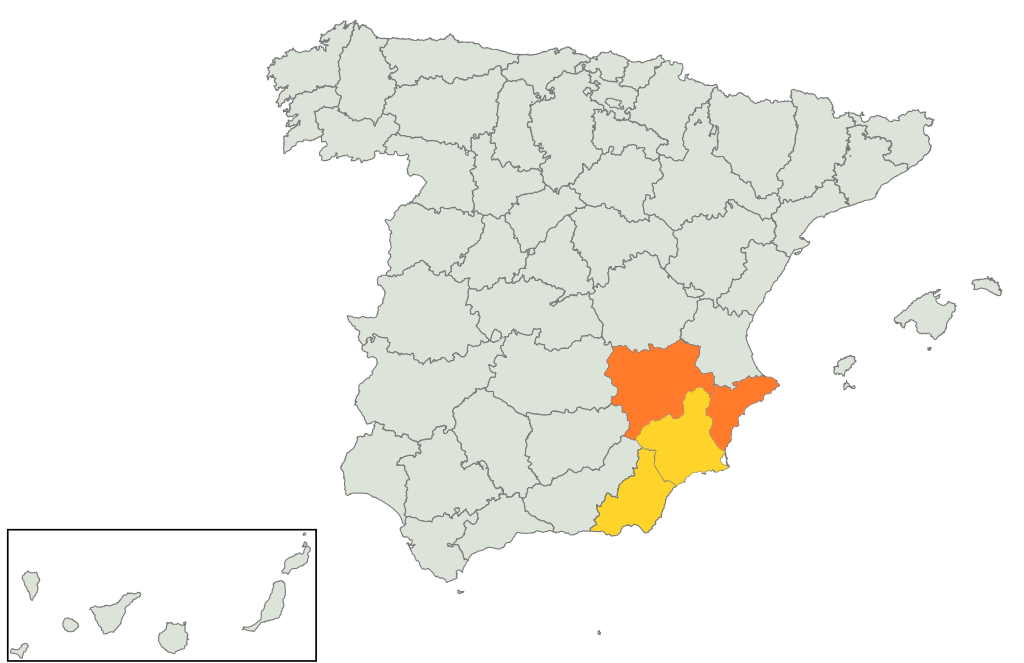
Mapa de Murcia y Almería, donde se pueden apreciar en amarillo las dos provincias que Gómez Angulo quería unir en una autonomía, y en naranja las demás provincias propuestas en aquella Región del Sureste.

Incluso hubo un intento real de la UCD almeriense, por parte de Gómez Angulo y Francisco Soler Valero (con visiones muy próximas al parlamentario por Murcia Ricardo de la Cierva y Hoces en cuanto a la lejanía territorial de Sevilla), de unir la provincia de Almería con la de Murcia en un proyecto autonómico común, contando con la anuencia de la mayor parte de los cuadros directivos provinciales del partido encabezados por su propio presidente. Francisco Soler Valero era más partidario de una Región del Sureste más completa, con Albacete, Almería, Murcia y Alicante, al percibir un similar visión levantina y objetivos e intereses económicos muy parecidos en las mencionadas provincias. El presidente provincial mantuvo conversaciones con Antonio Pérez Crespo, con vistas a la posibilidad de crear un Organismo Preautonómico del Sureste.
Pérez Crespo confirmó dicha información y añadió que:

Murcia y Almería están cansadas de centralismo. Nuestras provincias tienen problemas comunes, que les unen, como son el trasvase Tajo-Segura, el de sus fatales comunicaciones y el de su aislamiento. Por otra parte, los contactos con los habitantes de las dos provincias son considerables, como se pone de manifiesto en la constante emigración de las localidades murcianas de Águilas, Mazarrón y Cartagena y las de la zona norte de Almería.
Entrevista concedida a Ideal el 24 de octubre de 1978.

Sin embargo, Gómez Angulo fue desautorizado por el secretario general provincial Ramón Ponce y el Comité Ejecutivo Provincial, y esta situación suscitó el rechazo de Plácido Fernández Viagas, presidente de la Junta Preautonómica de Andalucía, afirmando rotundamente que Almería era Andalucía. Dicho intento al final no prosperó, y conformó una anécdota que ilustró en cierto modo la realidad del proceso autonómico en Almería. El peso de la UCD de Sevilla, que aportó nada menos que tres ministros a los gabinetes centristas, la postura de Suárez a favor de Clavero Arévalo y la disciplina de los centristas almerienses, que no deseaban la ruptura del partido, acabaron con cualquier posibilidad de reconocimiento de una región almeriense, altoandaluza, levantina o suroriental.

### Últimos años, crisis y disolución del partido
Finalmente, el referéndum no salió afirmativo en la provincia de Almería, que, con un apoyo del 42,07%, no superó el 50% requerido para la integración de la provincia almeriense en la autonomía andaluza por vía del artículo 151. Ningún municipio almeriense superó el 50% de votos afirmativos al referéndum, quedando la provincia, y el propio proceso autonómico en una situación verdaderamente comprometida. Ninguna región que hubiera intentado acceder a la autonomía por vía del artículo 151 había pasado por una situación similar, en la que una de las provincias propuestas no superará el 50% de votos afirmativos a la autonomía andaluza. Sin embargo, esta situación no era sorpresiva, sino que respondía a un contexto provincial previo, previsible y concreto de la provincia almeriense. En Almería el arraigo del andalucismo era muy escaso. La manifestación del 4 de diciembre de 1977 convocó en torno a cuatro mil personas (cerca del 1% de la población provincial, una asistencia muy inferior a la media general en las demás provincias de la preautonomía), muy seducidas por la idea de invocar un No al Pacto de la Moncloa. Con una idiosincrasia y una influencias culturales claramente levantinas, un gran número de autoridades almerienses que se negaban en la época a emitir su juicio público sobre la autonomía y el escaso interés y frialdad del pueblo almeriense, se mostraba el sentimiento de una Almería alejada geográfica y espiritualmente del concepto andaluz.
| Provincia | Número aproximado de asistentes | Porcentaje sobre la población total de la provincia |
| --------- | ------------------------------- | --------------------------------------------------- |
| Almería   | 4.000                           | 1%                                                  |
| Cádiz     | 70.000                          | 7,4%                                                |
| Córdoba   | 70.000                          | 9,6%                                                |
| Granada   | 100.000                         | 13,3%                                               |
| Huelva    | 40.000                          | 9,7%                                                |
| Jaén      | 50.000                          | 6,2%                                                |
| Málaga    | 150.000                         | 15,6%                                               |
| Sevilla   | 400.000                         | 26,3%                                               |

PSOE, PCE y PSA propusieron la repetición de la consulta en Almería, pero finalmente UCD y PSOE acordaron la reforma del artículo 8 de la Ley de Regulación de Distintas Modalidades de Referéndum, con la adición de una disposición transitoria que permitía sustituir la iniciativa popular con efectos retroactivos, con la vista puesta en el caso específico de Almería. De este modo, fue aprobada la Ley Orgánica 13/1980, que dejaba la iniciativa autonómica en manos de los parlamentarios almerienses que, en sustitución de la iniciativa popular, solicitaron la integración de la provincia almeriense en la autonomía andaluza. La polémica generalizada, por la contravención por los grandes partidos principales del mandato ciudadano expresado en la urnas, así como por el bordeo a la legalidad constitucional al poner en marcha un mecanismo retroactivo de compleja justificación (prohibido expresamente, salvo excepciones muy concretas, en el artículo 9.3 de la Constitución Española), hace que comúnmente y en la cultura popular este hecho sea referido de manera habitual en numerosos textos, y desde determinados colectivos, como el Pucherazo de Almería.
Finalmente, quedó aprobada y garantizada la entrada de Almería en la autonomía andaluza. Sin embargo, el coste político que tuvo intervenir en ésta y otras cuestiones nacionales, sumado a un contexto generalizado de lucha interna y rivalidades en la UCD, con el aprovechamiento correspondiente por parte de la oposición, restó crédito a la organización nacional. Y a nivel provincial, UCD se vio lastrada y perjudicada por sus circunstancias nacionales.
Sin embargo, a nivel provincial, una crisis interna también contribuyó notablemente al desgaste progresivo, y al desplome final de la organización provincial. El Comité Provincial que desautorizó las declaraciones de Gómez Angulo respecto a una posible unión con Murcia, también aprobó sin ningún problema la adaptación a los nuevos estatutos (lo que implicaba la desaparición de la figura de la vicepresidencia y la incompatibilidad de la secretaría general con el cargo político de parlamentario). Las tensiones producidas entre un amplio sector liderado por Ramón Ponce, de tendencia socialdemócrata, y el liderado por Gómez Angulo, de perfil más conservador, se iban acrecentando hasta hacerse patentes abiertamente durante la campaña electoral de las elecciones municipales de 1979. La incompatibilidad del secretario provincial con el cargo de parlamentario supuso el desplazamiento de Ramón Ponce al Senado por la dirección nacional de UCD, y el inicio de divisiones, acusaciones de juego sucio y enfrentamientos cada vez más profundos.
Este cisma interno culminó con la convocatoria de la II Asamblea Provincial de UCD, que contó con la oposición del sector de Gómez Angulo y que finalmente se celebró. La Asamblea fue un éxito para el sector de Ramón Ponce. Sin embargo, la dirección nacional de UCD anuló la asamblea y se designó una Comisión Gestora, al mando de Guillermo Zaragoza Sorroche, previamente nombrado responsable provisional de los centristas almerienses por Ramón Ponce. La situación derivó en la renuncia de Ramón Ponce y José Manuel de Torres Rollón a sus escaños en la Cámara Alta, y en la solicitud de baja de UCD por parte de ambos. Tras la marcha de Ramón Ponce, UCD de Almería quedó muy maltrecha, tanto por el desencanto generado en parte de la militancia como por el fin de la red elaborada por el secretario provincial muchos meses atrás.
Los grandes rostros del partido fueron desapareciendo, en algunos casos desplazándose a otras formaciones políticas, y la organización comenzó un proceso de decadencia, en plena sintonía con la caída y agonía final de UCD a nivel nacional. El último presidente provincial de la UCD almeriense fue Fausto Romero-Miura. Ramón Ponce se incorporó posteriormente al Partido Socialista de Andalucía, Francisco Soler Valero se incorporó a Alianza Popular, y encabezó la candidatura al Congreso de los Diputados por la circunscripción almeriense. Por otra parte, Juan Antonio Gómez Angulo se incorporó al Partido Demócrata Popular, sin ocupar ningún cargo orgánico, permaneciendo en la formación democristiana hasta su disolución en 1989.

## Dirección provincial
Según los propios estatutos de la UCD, el partido se había constituido utilizando un modelo presidencialista, el cual se reflejaría plenamente en las organizaciones provinciales. Sin embargo, recaería sobre el secretario provincial (en lugar del presidente) impulsar la acción del partido, dirigiendo la ejecución de los acuerdos de los órganos superiores del mismo y asegurando el cumplimiento de sus directrices. En los primeros tiempos de la formación, la presidencia provincial de UCD recayó en Juan Antonio Gómez Angulo, nombrado como tal en el Comité Provincial Provisional, cuya misión era la organización de la I Asamblea Provincial. La secretaría provincial del mencionado Comité recayó en Ramón Ponce.
La I Asamblea Provincial, celebrada en agosto de 1978, ratificó a Juan Antonio Gómez Angulo como presidente, a Ramón Ponce García como secretario provincial, y situó en la vicepresidencia a Francisco Soler Valero, que formaría un tándem ideológico con Gómez Angulo, especialmente en cuestiones relativas al desarrollo del proceso autonómico andaluz y de la propia organización interna de UCD de Almería. Las discrepancias que iban sucediendo entre los distintos sectores del partido desembocaron en la dimisión de Gómez Angulo tras el Comité Ejecutivo del 12 de mayo de 1979. Propuso como sucesor natural a Francisco Soler Valero, dado que era vicepresidente provincial, pero la situación agravó el cisma producido entre este sector y el de Ramón Ponce. A esto no ayudó la adecuación transitoria a unos nuevos estatutos en los que desaparecía la figura de vicepresidente y se establecía la incompatibilidad de ser secretario provincial y parlamentario, que resultó ser una fuente de acusaciones y de confusión, al estar la organización provincial en una situación de transición entre los antiguos estatutos y los nuevos, que hacía a los miembros del Comité Ejecutivo Provincial no tener una referencia clara a la que atenerse. Tras la II Asamblea Provincial, que ganó el sector de Ramón Ponce y contó con la oposición del sector de Gómez Angulo, la dirección nacional de UCD decretó la anulación de estas actuaciones, y quedó al mando una Comisión Gestora al mando de Guillermo Zaragoza Sorroche. En 1981, Fausto Romero-Miura fue elegido presidente provincial de UCD, cargo que mantuvo hasta el final de la formación dos años después.

## Resultados electorales

### Elecciones generales de 1977[38]
| Elecciones y fecha           | Votos  | Porcentaje | Diputados de la circunscripción de Almería |
| ---------------------------- | ------ | ---------- | ------------------------------------------ |
| Elecciones generales de 1977 | 92.019 | 49,69%     | 3/5                                        |

### Elecciones generales de 1979[38]
| Elecciones y fecha           | Votos  | Porcentaje | Diputados de la circunscripción de Almería |
| ---------------------------- | ------ | ---------- | ------------------------------------------ |
| Elecciones generales de 1979 | 80.854 | 44,21%     | 3/5                                        |

### Elecciones municipales de 1979[38]
| Elecciones y fecha             | Votos  | Porcentaje | Concejales de la provincia de Almería |
| ------------------------------ | ------ | ---------- | ------------------------------------- |
| Elecciones municipales de 1979 | 67.742 | 41,80%     | 491/965                               |

### Elecciones municipales de 1979(Diputación de Almería)[38]
| Elecciones y fecha             | Votos | Porcentaje | Diputados provinciales |
| ------------------------------ | ----- | ---------- | ---------------------- |
| Elecciones municipales de 1979 | 15    | 62,50%     | 15/25                  |

### Elecciones a laAlcaldía de Almería[38]
| Elecciones y fecha             | Cabeza de lista     | Votos  | Porcentaje | Concejales del Ayuntamiento de Almería |
| ------------------------------ | ------------------- | ------ | ---------- | -------------------------------------- |
| Elecciones municipales de 1979 | Fausto Romero-Miura | 18.164 | 37,02%     | 11/27                                  |

### Elecciones al Parlamento de Andalucía de 1982[38]
| Elecciones y fecha                            | Votos  | Porcentaje | Parlamentarios de la circunscripción de Almería |
| --------------------------------------------- | ------ | ---------- | ----------------------------------------------- |
| Elecciones al Parlamento de Andalucía de 1982 | 35.637 | 21,90%     | 3/11                                            |

## Grupos políticos

### Senado
- Jesús Durbán Remón (Legislatura Constituyente)
- José Fernández Alemán (Legislatura Constituyente)
- Manuel de Oña Iribarne (Legislatura Constituyente)

- José Fernández Alemán (I Legislatura)
- Ramón Ponce García (I Legislatura)
- José Manuel de Torres Rollón (I Legislatura)

### Congreso
- José Bernal Pérez (Legislatura Constituyente)
- Juan Antonio Gómez Angulo (Legislatura Constituyente)
- Francisco Soler Valero (Legislatura Constituyente)

- Juan Antonio Gómez Angulo (I Legislatura)
- Francisco Soler Valero (I Legislatura)
- Alfonso Soler Turmo (I Legislatura)

### Junta Preautonómica de Andalucía
- Juan Manuel de Oña Iribarne (Consejero de Transporte y Comunicaciones, I Gobierno preautonómico)
- José Bernal Pérez (Miembro de la Junta Preautonómico de Andalucía)

### Parlamento de Andalucía
- Nicolás Linares Navarro
- Manuel Rodríguez Martínez
- Luis García García
- Juan Esteban Navajas (sustituye a Luis García García)

## Presidentes del partido
| Presidente                  | Desde | Hasta | Notas |
| --------------------------- | ----- | ----- | --- |
| Juan Antonio Gómez Angulo   | 1977  | 1979  | Ramón Ponce García estuvo de secretario provincial. |
| Ramón Ponce García          | 1979  | 1979  | la Asamblea que lo eligió quedó anulada por la dirección nacional de UCD.                                                                                             |
| Guillermo Zaragoza Sorroche | 1979  | 1981  | Responsable provisional, y posteriormente nombrado presidente de la Comisión Gestora establecida tras la anulación de la II Asamblea Provincial de la UCD de Almería. |
| Fausto Romero Miura         | 1981  | 1983  | Último presidente provincial de UCD de Almería. |